# 橋口文恵
橋口 文恵（はしぐち ふみえ、1978年7月8日 -）は、元テレビ静岡のアナウンサーである。

## 来歴・人物
早稲田大学第一文学部卒業後入社。
入社後は地上デジタル放送推進大使を務めるなど、テレビ静岡の顔として活動した。退社後も静岡に残り結婚、娘を出産。
地元静岡県出身の田中宏枝は早稲田大学時代からゼミの先輩・後輩という間柄で、かつ後輩の田中がブログで「容姿がそっくり」という関係にある。地デジ大使の仕事は田中が引き継いだほか、今でも田中のブログに登場することがある。

## デジタルエンジェル
2005年11月1日にテレビ静岡、静岡朝日テレビ並びに静岡第一テレビ）が地上デジタル放送を開始した際、これをPRしようと橋口、三ツ木麻喜（静岡朝日）と徳増ないる（静岡第一）の3人によって期間限定で結成されたユニット。
同年8月上旬にテレビ静岡のスタジオでCMが製作され、9月上旬から10月いっぱいまで3社で放送された。また10月27日から10月29日にかけ、デジタルエンジェルのコスチュームで3局の生情報番組に出演した。10月31日に開催された地上デジタル放送スタート前夜祭の出席を最後に解散した。

## 過去の出演番組
一部全国放送も含む。
- FNNテレビ静岡スーパーニュース - 月・火・水キャスター
  - 2001年9月 - 2003年9月まで金曜担当
  - 2003年10月 - 2004年3月まで月～木曜担当
  - 2004年4月 - 2007年3月まで月～水曜担当
  - 中継（主に金曜、不定期）
- テレしず通りパロパロ
  - 2003年4月 - 2006年3月まで中継・リポーター
  - 2006年4月 - 2007年3月までMC
- チョッと!いいタイム - リポーター
2002年10月21 - 26日、2003年9月29 - 10月3日放送分ではスタジオMC担当（当時MCだった内田順子アナの代役）。
2001年8月の初登場以来リポーターとして出演していた。
- 特報!しずおか - ナレーター（土曜）
稀に別のアナウンサーが担当することもあり。
- 特番とれたて生放送　春一番スペシャル（2001年3月31日放送）
- 27時間テレビ（2001、2004、2005年）
- 土曜マガジンパロパロ - 中継担当（2001年9月 - 2003年3月放送）
- 女子アナ今年もしっかりしてくださいSP（2002年1月7日放送）
- わがまま気まま旅気分（2002年3月24日、6月15日、10月20日放送）
- ポンキッキーズ（2002年12月7日放送）
「サタキッズ」のコーナーに出演。子供たちのために地元・静岡のお茶リポートにてネズミアナに扮して「橋チュー文恵」として登場した。
- 女子アナ今年もしっかりしなさいよSP（2003年1月6日放送）
- めざましテレビIN静岡（2003年5月31日放送）
番組のコーナーである天気のつぼで由比漁港から中継を担当
- 富士登山駅伝 - ヘリ中継担当（2003・2004年8月）
- 年末回顧（2003 - 05年、毎年12月放送）
- 新春知事対談（2004 - 07年、毎年1月2日放送）
- テレシーズは今夜も好奇心（2004年4 - 5月放送、全5回）
- 日本平桜マラソン - リポーター（2002年 - 2005年4月）
2006 - 2007年4月放送ではMCも担当。
- 静岡○ごとワイド（静岡第一テレビ、2005年10月27日放送）
デジタルエンジェルとして出演。
- とびっきり!しずおか（静岡朝日テレビ、2005年10月28日放送）
デジタルエンジェルとして出演。
- Eナビ - ナレーター（2006年3月）
- トリビアの泉（2006年7月26日放送）

## その他
- 週刊テレビガイド（静岡版）にてコラム「ぷっち文だより」掲載（2005年10 - 12月）。
- 2006年7月8日に公開されたアニメ映画「ブレイブ・ストーリー」で初の声優として出演（看護婦役）。